# 卡拉巴雷克區
53°46′48″N 62°05′24″E / 53.78000°N 62.09000°E

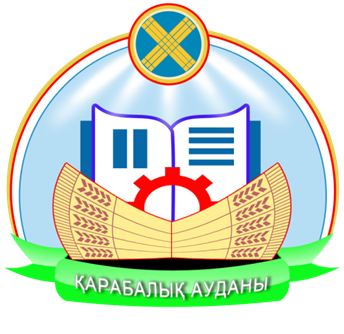

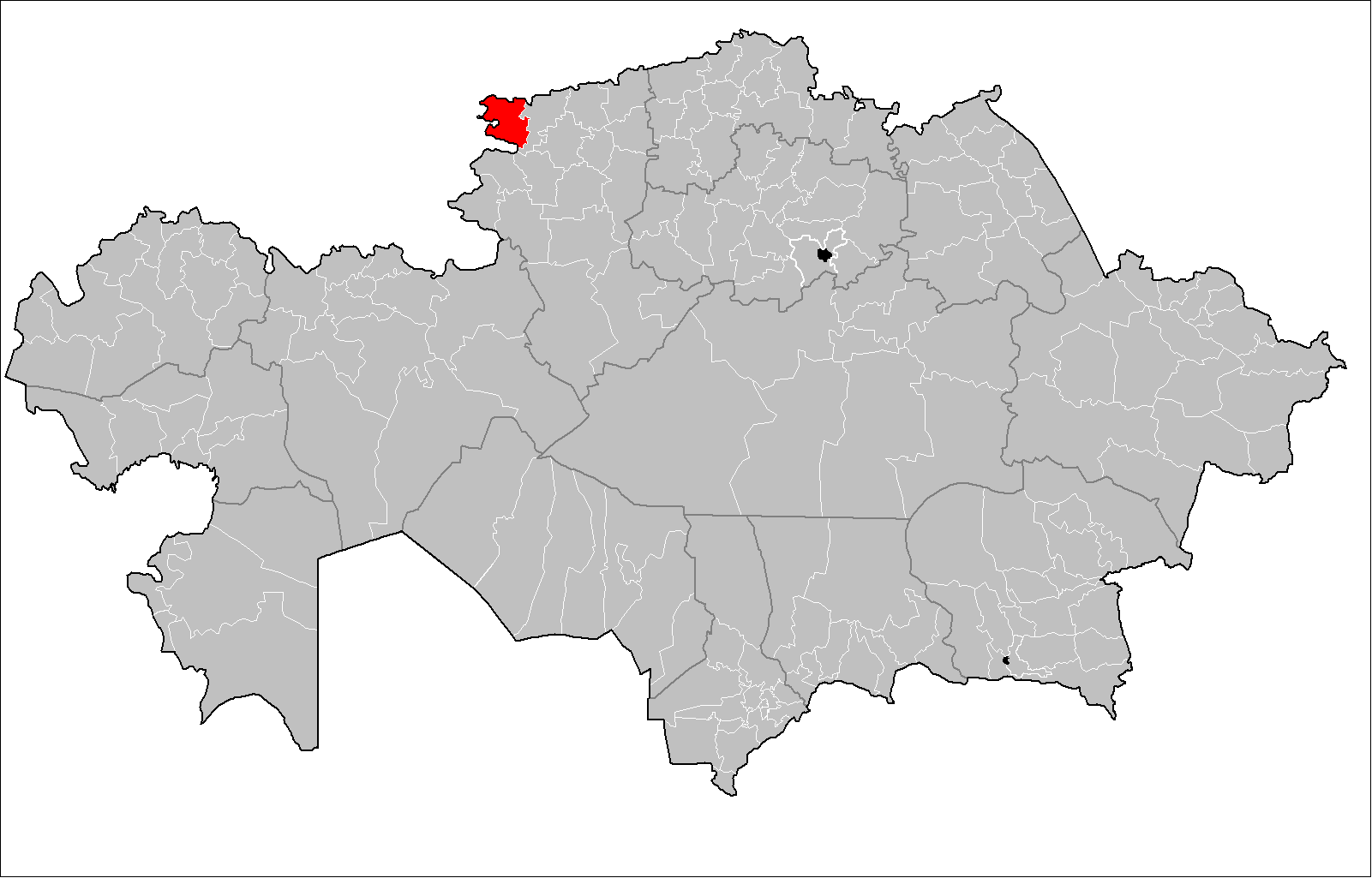

卡拉巴雷克區是哈薩克斯坦的行政區，位於該國北部，由庫斯塔奈州負責管轄，首府設於卡拉巴雷克，始建於1928年，面積6,900平方公里，2016年人口28,761。